# Albrecht Rothacher
Albrecht Rothacher (* 1955 in Erlangen) ist Buchautor, EU-Diplomat und gilt als Osteuropa- und Ostasienspezialist. Rothacher publiziert unter anderem in rechten bzw. rechtsradikalen Medien und Verlagen wie der Jungen Freiheit, dem Ares- oder dem AfD-nahen Gerhard-Hess-Verlag. 2024 kandidierte er für die rechtspopulistische, teils rechtsextreme FPÖ bei der Europawahl 2024.

## Leben
Nach dem Abitur 1974 auf dem Alten Kurfürstlichen Gymnasium Bensheim leistete er seinen Wehrdienst bei der Nachschubkompanie 360, einer Einheit der 12. Panzerdivision, in Bad Mergentheim. Ab 1975 studierte er Sozialwissenschaften an der TU Berlin, an der Universität Konstanz und als Fulbright-Stipendiat an der University of Bridgeport und der Yale University in Connecticut. Sein Studium schloss er als Master of Arts 1978 ab und promovierte 1982 in Internationalen Beziehungen an der London School of Economics. Zwischenzeitlich war er Forschungsassistent an der International Christian University in Mitaka und am Europäischen Hochschulinstitut in Florenz.
Von 1984 bis 2020 war Rothacher Europäischer Beamter, zumeist im diplomatischen Dienst der Europäischen Union, u. a. als Erster Botschaftsrat bei der EU-Delegation zur OSZE in Wien (2005–2009) und als Direktor für Öffentlichkeitsarbeit an der Asien-Europa-Stiftung (ASEF) in Singapur (2001–2005) und als interimistischer Leiter der EU Vertretung in Wien (1995). 2011–15 war er Gesandter-Botschaftsrat an der EU-Delegation Tokio. Im Jahr 2003 begründete Rothacher das Asia Europe Journal (Springer Verlag) als sozialwissenschaftliche Quartalsschrift und übte die Schriftleitung bis 2010 aus. Von 2015 bis 2017 war er als Austauschdiplomat in der Europaabteilung des Quai d’Orsay mit Sicherheits- und Asienfragen betraut. Bis Mai 2020 war er leitender Verwaltungsrat für Wirtschaftsfragen Russlands im Europäischen Auswärtigen Dienst (EAD) in Brüssel und ist seither freier Mitarbeiter im Europäischen Parlament.

## Auszeichnungen
Rothacher ist Träger des Großen Goldenen Ehrenzeichens für Verdienste um die Republik Österreich und der Robert-Schuman-Medaille der Europäischen Kommission.

## Veröffentlichungen

### Als Autor
- Österreichs Kanzler in der 2. Republik. Gerhard Hess Verlag, Uhingen 2024.
  - Band 1: Die tragische Vorgeschichte, Wiederaufbau und Proporz. 1918–1964.
  - Band 2: Die großen Reformer. 1964–2007.
  - Band 3: Der Abstieg. 2007–2023.
- Putinomics: How the Kremlin Damages the Russian Economy. Heidelberg: Springer Nature 2021.
- Das Unglück der Macht. Frankreichs Präsidenten von de Gaulle bis Macron; Berlin: Berliner Wissenschaftsverlag 2019 ISBN 978-3-8305-3959-9
- Okinawa. Die letzte Schlacht des Zweiten Weltkriegs. Vorgeschichte, Verlauf und Folgen. München: Iudicium 2018
- Die Feldgrauen. Leben, Kämpfen und Sterben an der Westfront (1914–1918). Beltheim: Lindenbaum Verlag 2015.
- Die Kommissare. Vom Aufstieg und Fall der Brüsseler Karrieren. Eine Sammelbiographie der deutschen und oesterreichischen Kommissare seit 1958. Baden-Baden: Nomos Verlag 2012.
- Demokratie und Herrschaft in Japan. Ein Machtkartell im Umbruch. München: Iudicium Verlag 2010.
- Politik in Japan. Machtstrukturen und Politikfeldanalysen. Ein Reader. Wien: Facultas Verlag 2009.
- Stalins langer Schatten. Medwedjews Russland und der postsowjetische Raum. Ares Verlag Graz 2008.
- Die Chinesen kommen – oder nicht? Chinas Griff nach der Weltmacht. Wien: ÖLM Verlag 2007.
- Die Rückkehr der Samurai. Japans Wirtschaft nach der Krise. Heidelberg: Springer Verlag 2007.
- Mythos Asien? Licht- und Schattenseiten einer Region im Aufbruch. München: Olzog Verlag 2007.
- Corporate Globalization. Business Cultures in Europe and in Asia. Singapur: Eastern Universities Press/Marshall Cavendish Academic 2005.
- Japanese Customs and Etiquette. Selangor/Singapur: Times Editions – Marshall Cavendish 2005.
- Corporate Cultures and Global Brands. Singapur/Hackensack, NJ: World Scientific 2004 (Chinesische Übersetzung bei Longstone Publishing, Taipei 2006).
- Uniting Europe. Journey between Gloom and Glory. London: Imperial College Press. 2005.
- Im Wilden Osten. Hinter den Kulissen des Umbruchs in Osteuropa. Hamburg: Reinhard Krämer Verlag 2002.
- Die Transformation Mittelosteuropas: Wirtschaft, Politik und Gesellschaft in Tschechien, Polen, Ungarn, Slowenien, Kroatien und Litauen. Wien: Österreichischer Wirtschaftsverlag 1999.
- The Japanese Power Elite. London: Macmillan; New York: St. Martin’s Press 1993 (Nachdruck 2005 durch Palgrave-Macmillan).
- Japan’s Agro-Food sector. The Politics and Economics of Excess Protection. London: Macmillan 1989.
- Economic Diplomacy between the European Community and Japan. Aldershot: Gower 1983.

### Als Herausgeber
- Renate Umbreit, Irmgard Erbslöh: Raus aus diesem Hexenkessel. Das Entkommen dreier Flakhelferinnen aus der Festung Berlin nach Thüringen. Gerhard Hess Verlag, Bad Schussenried 2021.
- Japan an diesem Tag. Augenzeugenberichte zum 11. März 2011. Iudicium Verlag, München 2014.
- The Asia Media Directory. Konrad Adenauer Stiftung Singapur 2005.
- Österreichs europäische Zukunft – Analysen und Perspektiven. Signum Verlag, Wien 1996.
- Landwirtschaft und Ökologie in Japan. Iudicium Verlag, München 1992.